# فرانك روبرتس
فرانك روبرتس (بالإنجليزية: Frank Roberts)‏ (3 أبريل 1893 المملكة المتحدة - 23 مايو 1961) هو لاعب كرة قدم بريطاني سابق كان يلعب كمهاجم.